# Martín Machón
Martín Alejandro Machón Guerra, (Ciudad de Guatemala, 4 de febrero de 1973) es un exfutbolista guatemalteco, que destacó en el Club Social y Deportivo Comunicaciones de Guatemala, además de jugar en los clubes estadounidenses Los Angeles Galaxy, y Miami Fusion y en los clubes mexicanos Santos y Atlas. Además, fue internacional con la Selección mayor de su país desde las eliminatorias para el mundial de 1994.

## Biografía

### Trayectoria
Llegó al fútbol mayor cuando Ronald Remis lo llevó al equipo Galcasa FC, en 1990. Fue así como debutó en un partido contra Xelajú MC en el estadio de Villa Nueva, cuando uno de los titulares del equipo naranja había sufrido una lesión, y Machón, en su primer partido en la Liga Mayor, anotó dos goles.
Fue contratado por el club capitalino Aurora FC, y en ese equipo, fue contactado para viajar a España, en donde hizo pruebas con el UD Bajadoz de la Segunda División de España en 1992, pero decidió no quedarse. De regreso en Guatemala, fue llamado para jugar con la Selección Nacional en las eliminatorias para la Copa Mundial de Fútbol de 1994, y desde entonces fue convocado regularmente a los procesos de selecciones mayores.
Firmó con Comunicaciones al principio de la temporada 1994-95, y allí demostró su gran calidad y su excelente nivel futbolístico, donde se convirtió en figura.
En 1997 y 98 fue titular en la Major League Soccer (MLS), con Los Angeles Galaxy de los Estados Unidos, en donde jugó como volante creativo, y realizó diversas labores defensivas en la última línea. En la temporada del 97 y 98 anotó cuatro goles, lo que le hizo merecer la nominación para jugar en el "Juego de Estrellas" de MLS, en 1998.
A finales del 98 firmó con el Santos Laguna de la Primera División de México, cuando el entrenador Juan de Dios Castillo decidió renovar totalmente su equipo y sugirió a Machón como refuerzo, pues le había llamado la atención su técnica, su talento y su dinámica al jugar en equipo.
Machón jugó en los siguientes años en el Miami Fusion, Comunicaciones y Atlas, para finalmente regresar a Comunicaciones, mismo club donde se retiró.

### Selección nacional
Martín Alejandro Machón fue internacional con la Selección de fútbol de Guatemala, en la cual tuvo 60 apariciones internacionales anotando 5 goles.
Machón debutó en 1992 en un encuentro amistoso ante Ecuador. Representó a su país en las eliminatorias mundialistas de 1994, 1998 y 2002, además de participar en la Copa de Oro de la Concacaf en las ediciones de 1996, 1998, 2000 y 2003. Fue en esta competición donde Machón asistió a Juan Carlos Plata para que este último le anotara a Brasil en el recordado empate 1-1 en 1998. Su última participación internacional fue ante la Selección de fútbol de Estados Unidos, en un amistoso realizado en Frisco, Texas donde Guatemala cayo 0-4.